# Cita con Rama
Cita con Rama (Rendez-vous with Rama) es una novela de ciencia ficción escrita por Arthur C. Clarke en 1972. Es una de las obras más premiadas del género pues, entre otros, recibió en 1973 el premio Nébula y en 1974 el Hugo, Locus y John W. Campbell Memorial.
Por el rigor científico logrado por Clarke, esta novela se considera uno de los mejores ejemplos de la ciencia ficción dura. Posteriormente, con la ayuda de su habitual colaborador Gentry Lee, el autor continuó la trama en una serie de novelas: Rama II (1989), El jardín de Rama (1991) y Rama revelada (1993).

## Argumento
Tras el impacto de un asteroide en Italia a mediados del siglo XXI, la humanidad decidió estar preparada para detectar con antelación semejantes peligros en el espacio, por lo que fabrica un avanzado sistema de detección temprana de asteroides que podrían acercarse al sistema solar desde el espacio profundo y poder impactar contra el planeta en el futuro. 
Gracias a este desarrollo de tecnología de la humanidad y varios inventos de investigación espacial, se detecta un extraño asteroide, que parece venir de fuera del sistema solar y estar viajando a gran velocidad con rumbo rectilíneo, para luego atravesar el sistema solar. 
Cuando se encuentra más cerca del sistema solar y después de haber recibido el nombre de Rama en honor al dios hindú del mismo nombre, se descubre que es muy grande, perfectamente cilíndrico (50 km de largo, 10 de radio de las bases) y que tiene un movimiento de rotación muy rápido. Estas dos características llevan a la obvia conclusión de que es de origen artificial y su creación se debe a una raza alienígena, lejana y desconocida, y ahora es posible interceptarlo con la tecnología disponible a todo riesgo.
Para poder investigar el asteroide con éxito, se envía a una de las naves disponibles ya para los viajes por el sistema solar, la más cercana al ingreso del asteroide al sistema solar, en misión de exploración del misterioso asteroide artificial y como embajadores de la humanidad, en un posible contacto con los que viajan en el interior del asteroide, considerado ahora una nave espacial que viene del espacio profundo y se acerca al sistema solar. 
Una vez interceptado el asteroide que viaja a gran velocidad en dirección al sistema solar, la nave de exploración orbita sobre la base del cilindro que está delante en el movimiento de rotación y descubren 3 escotillas de apertura manual, totalmente iguales y dispuestas simétricamente sobre el círculo. 
Entran por una de ellas para descubrir que el interior de Rama está hueco y en absoluta oscuridad, confirmando que es una nave espacial. Desde el lugar por el que ingresan al interior de la nave espacial, el centro de esa cara del cilindro, se proyectan 3 escaleras (también simétricamente separadas 120 grados) y le llaman la planicie curvada, la cara interior de la curva del cilindro, que por efecto de la rotación del asteroide, permite tener una sensación de pseudogravedad para facilitar el movimiento de los astronautas. 
Con potentes luces y sensores láser, consiguen explorar el interior del asteroide Rama desde su posición de ingreso en el eje de la nave espacial y encuentran que la planicie está dividida en dos por un ancho mar, también circular y ahora congelado. La atmósfera dentro es muy ligera y compuesta por gases raros, deben permanecer con trajes espaciales de caminatas por el espacio para poder vivir y explorar el interior de la nave espacial, tener suministro de oxígeno y energía. 
Sobre la superficie de la nave espacial existen estructuras parecidas a ciudades con edificios abandonados, y tres largos valles longitudinales con el cilindro, dispuestos también con simetría a lo largo de la planicie. Tiene una isla en el mar, con otra de esas misteriosas ciudades: tras explorar una ciudad, descubren que los edificios no tienen puertas y ventanas visibles, parecen no estar totalmente terminados de construir.
La fría y dormida nave espacial Rama empieza a despertar pronto. Los tres valles resultan ser grandes proyectores de luz alargados, que se encienden lentamente para iluminar el interior de la nave y el congelado mar, recibe el calor del Sol que se filtra desde la parte exterior hacia dentro de la nave, se deshiela con gran estruendo, cuando el agua de abajo se licúa ocupa menos espacio y la capa de hielo superficial queda en el aire, hasta que se fractura y cae sobre el mar debajo. En este mar circular en el interior de la nave espacial, se da un proceso biológico acelerado, en el que una legión de microorganismos generan gases adecuados para una atmósfera respirable (también para los humanos), la nave espacial Rama parece estar ya en marcha, aunque su propósito es desconocido por los astronautas.
Aunque construyen una balsa para alcanzar y explorar la isla del mar, les resulta imposible llegar a la otra orilla, porque la altura de la tierra en esa orilla del mar es mayor, en ese lado es de medio kilómetro de altura. Sin embargo, uno de los tripulantes, mediante un ultraligero que llevaba en su equipaje para un nuevo deporte en la gravedad lunar, se ofrece como voluntario para cruzar Rama a través de su eje, donde no hay gravedad. Al llegar al otro lado, puede explorar un gran pináculo de metal que sale de la otra base del cilindro en la nave espacial y se extiende sobre ellos, rodeado simétricamente de otros seis perfiles de menor extensión. 
Los astronautas, convertidos ahora en exploradores de la nave espacial, llegan a la conclusión de que es el sistema de propulsión de la nave, un gran motor de tecnología desconocida, que permanece apagado, pero entonces, el motor parece activarse repentinamente mientras el tripulante lo sobrevuela, y una de las descargas eléctricas que saltan entre los pináculos lo alcanzan, obligándolo a aterrizar en la orilla inaccesible de Rama.
En ese otro lado, la superficie de Rama está parcelada en muchos cuadrados con objetos y diseños diferentes, y finalidades totalmente desconocidas, parece un sector industrial de la nave espacial. En ese lado, el joven se encuentra con un gran robot que recoge los restos de su aparato, el ultraligero que lo llevaba volando y los tritura, pero parece no prestarle atención a él, es ignorado por el robot, sus compañeros usan la balsa para ir a recogerle, lo cual implica que él debe saltar desde el acantilado hasta el mar.
Tras regresar a la orilla conocida del mar, se encuentran en ella con un nuevo tipo de robot más pequeños y con simetría axial triple (lo cual, como ya han advertido, es un rasgo general de Rama), que tampoco les prestan mucha atención, los astronautas son ignorados. Dado que al encenderse los motores de la nave, esta ha cambiado su rumbo para acercarse más al Sol, la tripulación decide ir alejándose por el aumento del calor. En esta parte de la historia, además han de trabajar para desactivar un misil nuclear lanzado por el gobierno de Mercurio, por considerar que Rama podría ser una amenaza para el planeta Tierra. 
Antes de abandonar la misteriosa nave espacial que viene del espacio profundo, logran entrar por la fuerza a uno de los edificios, que no tenían puertas y ventanas: en su interior, descubren una especie de computadoras y banco de datos, con modelos tridimensionales de objetos, robots, y quizá de seres vivos, que presumiblemente están listos para ser generados y puestos en el interior de la nave espacial Rama, aunque eso nunca llega a ser visto en la novela.
Una vez abandonada la nave, observan como el asteroide artificial se acerca peligrosamente al Sol para, aparentemente, aprovisionarse de energía (tomándola directamente de la fuente), encender los motores y generar calor. Después de esto, contemplan asombrados como Rama, sin prestar mayor atención a la especie humana, que ingresa al sistema solar y es utilizado el calor del sol sin otro objetivo, pone rumbo de navegación nuevamente al espacio profundo, a gran velocidad para llegar a otras estrellas y finalmente desaparecer de la vista de los tripulantes a una gran velocidad. Todo parece haber terminado para la tripulación en su misión de exploración, pero la reflexión final de un científico, es que los Ramanes (como se les llamó a los hipotéticos constructores) lo hacían todo por triplicado, lo cual predispone a pensar que dos naves más estarían por venir en el futuro.

## Secuelas
Clarke se asoció con Gentry Lee para escribir las siguientes novelas en el universo de Cita con Rama. De hecho, Lee escribió los textos mientras Clarke los editó e hizo sugerencias. El estilo y enfoque de las secuelas son diferentes de la novela original, con un mayor énfasis en los personajes como héroes y villanos contra el estilo original de Clarke con personales dedicados y profesionales. Esta secuela no fue premiada ni aclamada por la crítica como lo fue la novela original. En la secuela final, Rama revelada, el argumento toma un camino religioso.
- Rama II (1989)
- El jardín de Rama (1991)
- Rama revelada (1993)

Gentry Lee también escribió dos novelas más por su cuenta utilizando el mismo universo de Cita con Rama:
- Mensajeros brillantes (Bright Messengers) (1995)
- Noche de doble luna llena (Double Full Moon Night) (1999)

## Ciencia ficción
- Un punto que resulta inquietante en el libro es la pasmosa indiferencia del objeto con la Tierra. No queda resuelta en la novela y hay que esperar a las continuaciones para llegar a conocer la verdad sobre el asunto.

- Cerca del final, cuando se inspeccionan los bancos de datos de la nave, se llega a la conclusión de que la aparente manía de los Ramanes con hacer las cosas por triplicado tiene su base en ellos mismos: al ver una prenda claramente de ropa con simetría triple, queda bastante claro que los constructores tenían tres brazos dispuestos de manera simétrica en torno al cuerpo, un tipo constructivo de vida que según el autor, había sido desestimado por especialistas por los inconvenientes  asociados al movimiento con un cuerpo de semejante aspecto. Los robots encontrados en Rama solucionaban este problema con un movimiento de giro más que un avance en línea recta, de una forma parecida a un bailarín que avanza girando sobre sí mismo.

- Durante la historia, un comité de científicos que no llega a pisar Rama pero que analiza todos los datos obtenidos, llegan a tener serias dudas sobre el sistema de propulsión de la nave, pues queda a la vista que no hay toberas ni estructuras parecidas reconocibles. Parece haber un sistema de propulsión mucho más sofisticado y no explicado, que involucra a los pináculos en la parte posterior de Rama, pero que tampoco queda explicado. Esta novela es considerada fiel exponente de la ciencia ficción dura, por lo que no se descarta la alegoría a la asistencia gravitatoria, pero a un nivel de sistema solar en vez de escala planetaria; de ahí el hecho de ignorar los planetas que contienen un mínimo porcentaje de la masa total y considerando la naturaleza de la nave espacial que permite autoconservarse por eones.

- El diseño del mar interior estaba cuidado hasta el punto de que la costa trasera del mismo estaba mucho más alta para que, durante las formidables aceleraciones a que se sometía la nave, las aguas no se desbordaran y asolaran la parte correspondiente de la planicie curvada. Poseía, además, estructuras submarinas para evitar la creación de grandes olas en él.

- La función de los robots parece desconocida en su mayoría, pero tanto en tierra como en el mar se observan algunos destinados a ejercer de chatarreros, desguazando y desmenuzando a otros compañeros y máquinas inservibles.

- No queda claro si Rama despierta por la presencia de los extraños allí o porque esto es necesario de alguna forma antes de la recarga de energía que ocurre al final de la historia.

## Adaptación cinematográfica
A principios de 2000 se comenzó un proyecto para realizar una película basada en el libro Cita con Rama. IMDb marcó el proyecto con fecha estimada para el año 2009. Iba a ser producida por la empresa productora de Morgan Freeman Revelations Entertainment. Se indicó que Stel Pavlou había escrito la adaptación. Finalmente, los informes indicaron que la película no se realizaría, no se escribió el guion y el interés en el proyecto decayó.
Sin embargo, en diciembre de 2021 se anunció que la película estaba en desarrollo en Alcon Entertainment con Denis Villeneuve como director. Morgan Freeman producirá la película junto a Lori McCreary a través de su estandarte Revelations Entertainment. Broderick Johnson y Andrew Kosove, codirectores ejecutivos de Alcon, también participarán como productores.

## Edición en castellano
- Arthur C. Clarke (2023). Cita con Rama. Edición ilustrada, tapa dura con sobrecubierta, traducción Aurora C. Merlo. Editorial Nova. ISBN 9788419260048.
- Arthur C. Clarke (2006). Cita con Rama. Traducción Aurora C. Merlo, rústica, colección Nebulae. Barcelona: Editorial Edhasa. ISBN 978-84-350-2104-3.